# Sudamericano de Rugby A 2005
El Sudamericano de Rugby A del 2005 fue un triangular con las selecciones de primer nivel de la Confederación Sudamericana de Rugby se desarrolló por primera vez en la ciudad de Buenos Aires desde que se creó la división A en el 2000. La victoria fue para el conjunto local bajo el nombre de Provincias Argentinas.

## Equipos participantes
- Selección de rugby de Argentina (Provincias Argentinas)
- Selección de rugby de Chile (Los Cóndores)
- Selección de rugby de Uruguay (Los Teros)

## Posiciones
| Pos. | Equipo                | Encuentros | Encuentros | Encuentros | Encuentros | Tantos  | Tantos    | Tantos     | Puntos |
| Pos. | Equipo                | jugados    | ganados    | empatados  | perdidos   | a favor | en contra | diferencia | Puntos |
| ---- | --------------------- | ---------- | ---------- | ---------- | ---------- | ------- | --------- | ---------- | ------ |
| 1    | Provincias Argentinas | 2          | 2          | 0          | 0          | 75      | 34        | + 41       | 6      |
| 2    | Uruguay               | 2          | 1          | 0          | 1          | 55      | 52        | + 3        | 4      |
| 3    | Chile                 | 2          | 0          | 0          | 2          | 38      | 82        | - 44       | 2      |

Nota: Se otorgan 3 puntos al equipo que gane un partido, 2 al que empate y 1 al que pierda

## Resultados

### Primera Fecha
| 8 de mayo | Provincias Argentinas | 48 - 13 | Chile | cancha del Monte Grande, Buenos Aires, Argentina                     |                                                                      |
|           |                       | Reporte |       | Asistencia: 4500 espectadores · Árbitro(s): Santiago Slinger Uruguay | Asistencia: 4500 espectadores · Árbitro(s): Santiago Slinger Uruguay |

### Segunda Fecha
| 11 de mayo | Uruguay | 34 - 25 | Chile | cancha del Monte Grande, Buenos Aires, Argentina |                                     |
|            |         | Reporte |       | Árbitro(s): Daniel Jabase Argentina              | Árbitro(s): Daniel Jabase Argentina |

### Tercera Fecha
| 15 de mayo 15:30 | Provincias Argentinas | 27 - 21 | Uruguay | cancha del Monte Grande, Buenos Aires, Argentina |  |
|                  |                       | Reporte |         |                                                  |  |

| Bandera de Argentina  |
| Campeón Argentina     |
| Vigésimo sexto título |